# Vilne, Makariv
Vilne (în ucraineană Вільне) este localitatea de reședință a comunei Vilne din raionul Makariv, regiunea Kiev, Ucraina.

## Demografie
Componența lingvistică a localității Vilne
     Ucraineană (97,63%)
     Rusă (2,24%)
Conform recensământului din 2001, majoritatea populației localității Vilne era vorbitoare de ucraineană (97,63%), existând în minoritate și vorbitori de rusă (2,24%).